# Функція Ляпунова
У теорії звичайних диференціальних рівнянь, функція Ляпунова є скалярною функцією, яка може бути використана як доказ стійкості  рівноваги рівняння. Названа на честь російського математика Олександра Ляпунова. Функції Ляпунова мають важливе значення для теорія стійкості та теорія керування. Аналогічна концепція з'являється у загальній теорії простору станів ланцюгів Маркова, як правило, під назвою функція Ляпунова-Фостера
Для багатьох класів звичайних диференціальних рівнянь, існування функцій Ляпунова є необхідною і достатньою умовою для стійкості. Хоч немає загальної методики побудови функцій Ляпунова для звичайних диференціальних рівнянь, у багатьох конкретних випадках, конструювання функцій Ляпунова відоме. Наприклад,  квадратичної функції достатньо для систем з однією змінною, розв'язок певної лінійної матричної нерівності забезпечує функцію Ляпунова для лінійних систем. Закони збереження можуть бути використані для побудови функцій Ляпунова для фізичної системи.
Неформально, функція Ляпунова — це функція, яка приймає позитивні значення всюди, за винятком точки рівноваги, і зменшується (або не зростає) вздовж кожної траєкторії звичайного диференціального рівняння. Основна перевага методу аналізу стійкості систем звичайних диференціальних рівнянь на основі функцій Ляпунова полягає в тому, що розв'язок системи рівнянь (аналітичний або чисельний) не потрібен.

## Визначення кандидата функції Ляпунова
Нехай
{\displaystyle V:\mathbb {R} ^{n}\to \mathbb {R} }
— неперервна скалярна функція. 

{\displaystyle V} називається кандидатом функції Ляпунова, якщо локально вона є додатновизначеною функцією, тобто
{\displaystyle V(0)=0\,}
{\displaystyle V(x)>0\quad \forall x\in U\setminus \{0\}}
з {\displaystyle U}, що є околом точки {\displaystyle x=0}

## Точка рівноваги
Нехай
{\displaystyle g\colon \mathbb {R} ^{n}\to \mathbb {R} ^{n}}
{\displaystyle {\dot {y}}=g(y)\,}
буде довільною автономною динамічною системою з точкою рівноваги {\displaystyle y^{*}\,}:
{\displaystyle 0=g(y^{*})\,}
Завжди існує перетворення координат {\displaystyle x=y-y^{*}\,}, таке що:
{\displaystyle {\dot {x}}=g(x+y^{*})=f(x)\,}
{\displaystyle f(0)=0\,}
Тоді нова система {\displaystyle f(x)} має точку рівноваги у початку координат.

## Теореми Ляпунова для автономних систем
Нехай
{\displaystyle x^{*}=0\,}
є точкою рівноваги системи автономних диференціальних рівнянь
{\displaystyle {\dot {x}}=f(x)\,}
І нехай
{\displaystyle {\dot {V}}(x)={\frac {\partial V}{\partial x}}\cdot {\frac {dx}{dt}}=\nabla V\cdot {\dot {x}}=\nabla V\cdot f(x)}
буде похідна по часу кандидата на функцію Ляпунова {\displaystyle V}.

### Стійкість точки рівноваги
Якщо кандидат-функція Ляпунова {\displaystyle V} є локально додатноозначеною і похідна за часом є локально від'ємною напівозначеною:
{\displaystyle {\dot {V}}(x)\leq 0\quad \forall x\in {\mathcal {B}}\setminus \{0\}}
у деякому околі {\displaystyle {\mathcal {B}}} точки {\displaystyle 0}, тоді точка рівноваги є стійкою.

### Локальна асимптотична стійкість
Якщо кандидат-функція Ляпунова {\displaystyle V} є локально додатноозначеною і похідна за часом локально є від'ємноозначеною:
{\displaystyle {\dot {V}}(x)<0\quad \forall x\in {\mathcal {B}}\setminus \{0\}}
у деякому околі {\displaystyle {\mathcal {B}}} точки {\displaystyle 0}, тоді точка рівноваги є локально асимптотично стійкою.

### Глобальна асимптотична стійкість
Якщо кандидат-функція Ляпунова {\displaystyle V} є глобально додатноозначеною, радіально необмеженою і похідна за часом є глобально від'ємноозначеною:
{\displaystyle {\dot {V}}(x)<0\quad \forall x\in \mathbb {R} ^{n}\setminus \{0\},}
тоді точка рівноваги глобально асимптотично стійкість.
Якщо кандидат-функція Ляпунова {\displaystyle V(x)} є радіально необмеженою якщо
{\displaystyle \|x\|\to \infty \Rightarrow V(x)\to \infty }.
(Це також називають нормованою коерцитивністю.)

## Приклад
Розглянемо наступне диференціальне рівняння із розв'язком x на {\displaystyle \mathbb {R} }:
{\displaystyle {\dot {x}}=-x.}
Беручи до уваги, що функція |x| є завжди додатною в околі початку координат, то вона є природним вибором кандидат-функції Ляпунова для вивчення поведінки x.
Отже, нехай {\displaystyle V(x)=|x|} на {\displaystyle \mathbb {R} \setminus \{0\}}. Тоді,
{\displaystyle {\dot {V}}(x)=V'(x)f(x)=\mathrm {sign} (x)\cdot (-x)=-|x|<0.}
Це показує те що точка рівноваги дифиренціального рівняння є асимптотично стійким в околі початку координат.